# Maria Restituta Kafka
Maria Restituta Kafka (în cehă Helena Kafková, în germană Helene Kafka), (n. 1 mai 1894, Husovice⁠(d), Țările Coroanei Boeme, Austro-Ungaria – d. 30 martie 1943, Viena, Germania Nazistă) a fost o călugăriță franciscană austriacă, soră medicală executată de naziști după ce a refuzat să înlăture crucifixele din saloanele spitalului și să-i trateze preferențial pe pacienții „arieni” față de cei „nearieni”. A fost beatificată de papa Ioan Paul al II-lea în anul 1998.

## Biografie
S-a născut Helena Kafková, la Husovice (azi în Republica Cehă, în germană, Hussowitz), localitate care făcea parte din Austro-Ungaria, la 1 mai 1894, fiind a șasea fiică a lui Anton Kafka, cizmar, și a soției sale, Maria Stehlík.
În 1896, când avea doi ani, părinții săi, împreună cu cei șase copii ai lor, s-au mutat în cartierul Brigittenau din Viena, capitala imperială, în casa unei comunități de migranți cehi, unde Helena a crescut. De tânără a lucrat mai întâi ca servitoare, apoi ca vânzătoare într-un magazin de tutun. În 1913 a devenit asistentă la spitalul municipal din cartierul Lainz din oraș. În 1914 a intrat în congregația hospitalieră a franciscanelor carității din Viena. La profesiunea religioasă a primit numele de Maria Restituta, după numele unei martire creștine din secolul al IV-lea. După finalizarea noviciatului și depunerea voturilor religioase, a revenit să lucreze la Spitalul Lainz, unde a rămas până în 1919. În 1919, după Primul Război Mondial, Maria Restituta a fost transferată la un spital din orașul suburban Mödling, devenind în cele din urmă asistentă principală de chirurgie, unde a lucrat până în 1942. În timp ce lucra acolo, ea a promovat practicarea medicinei holistice.

### Conflict și martiriu
Spitalul din Mödling nu a scăpat de efectele Anschlussului din martie 1938, prin care Germania Nazistă a anexat Austria. Kafka a fost foarte vocală în opoziția sa față de noul regim, care a început imediat să pună în aplicare Legile de la Nürnberg stabilite de Partidul Nazist în Germania, la dobândirea puterii sale. Ea a spus că o vieneză nu-și poate ține gura închisă. Când a fost construită o nouă aripă de spital, Kafka a continuat practicile tradiționale catolice și a agățat câte un crucifix în fiecare cameră. Autoritățile naziste au cerut să fie înlăturate crucifixele, amenințând-o cu demiterea ei, dar ea a refuzat. Crucifixele nu au fost îndepărtate și nici Kafka, deoarece comunitatea franciscană a spus că nu o poate înlocui. De asemenea, a refuzat să acorde preferință pacienților „arieni” față de cei „nearieni”.
Kafka a continuat să critice vocal regimul nazist, iar câțiva ani mai târziu a fost denunțată, ca opozantă de către medicul chirurg Lambert Stumfohl, membru al SS. 
În ziua de Miercurea Cenușii (în acel an, 1942, era 18 februarie), în timp ce ieșea din sala de operații, Kafka a fost arestată de Gestapo și acuzată nu numai că a atârnat crucifixele, ci și de a fi dictat o poezie care-l batjocorește pe Hitler. La 29 octombrie 1942, ea a fost condamnată la moarte prin ghilotinare, de către Volksgerichtshof, pentru „favorizarea inamicului și conspirația de înaltă trădare”. Autoritățile s-au oferit să o elibereze, dacă va părăsi mănăstirea, însă ea a refuzat.
Când o cerere de grațiere a ajuns la biroul lui Martin Bormann, șeful Cancelariei Partidului Nazist, acesta a răspuns că execuția ei va oferi „intimidare eficientă” pentru alții care ar putea dori să reziste naziștilor.

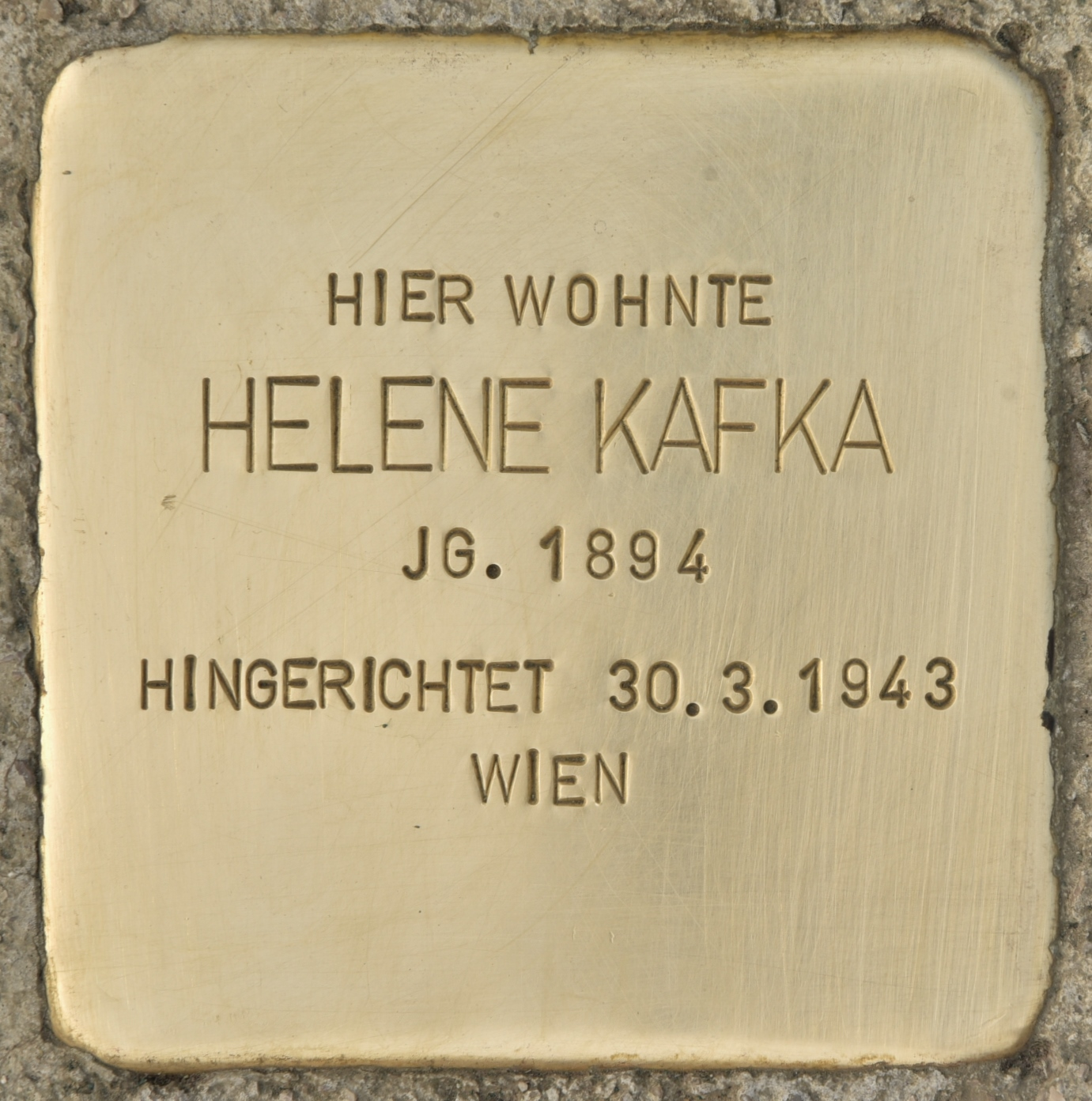
Placă pentru comemorarea Mariei Restituta Kafka, la Viena

Maria Restituta Kafka și-a petrecut restul zilelor în închisoare, unde a fost remarcată pentru îngrijirea altor prizonieri. În această perioadă, ea a scris într-o scrisoare din închisoare:
„Nu contează cât de departe suntem separați de toate, indiferent de ce ne este luat: credința pe care o purtăm în inimile noastre este un bun pe care nimeni nu ni-l poate lua. În acest fel construim un altar în inimile noastre.”
Kafka a fost executată cu ghilotina la 30 martie 1943. Avea 48 de ani.

## Beatificarea
La 21 iunie 1998, cu ocazia vizitei papei Ioan Paul al II-lea la Viena, acesta a oficiat slujba beatificare a Mariei Restituta Kafka.
Este sărbătorită de Biserica Catolică pe 29 octombrie, ziua condamnării ei la moarte (29 octombrie 1942).

## Memoria
Maria Restituta Kafka, singura soră călugăriță condamnată oficial la moarte sub regimul nazist, a fost comemorată la Roma în seara zilei de 4 martie 2013, în Bazilica San Bartolomeo all'Isola de pe insula Tiberina (pe Tibru), cu o liturghie a cuvântului celebrată de cardinalul Christoph Schönborn. În timpul slujbei surorile franciscane ale Carității Creștine au dăruit bazilicii o cruciuliță pe care Kakfa a purtat-o la centură, conform obiceiului ei religios. Relicva a fost așezată în capela de acolo, care amintește de martirii național-socialismului.
În onoarea lui Mariei Restituta Kafka jumătatea vestică a Weyprechtgasse din Viena a fost redenumită în Schwester-Maria-Restituta-Gasse. De asemenea un parc din Husovice, localitatea ei natală, îi poartă numele: Park Marie Restituty.